# Sigourney Bandjar
Sigourney Bandjar (Paramaribo, 18 augustus 1984) is een Surinaams-Javaans voormalig betaald voetballer die bij voorkeur in de verdediging speelt.

## Biografie
Bandjar kwam als peuter naar Nederland. Hij begon op achtjarige leeftijd met voetballen bij de Rotterdamse amateurclub RV & AV Overmaas. In het seizoen 1995-1996 werd hij via een talentendag bij Feyenoord daar opgenomen in de jeugdopleiding. De club verhuurde hem vervolgens in het seizoen 2004-'05 aan Excelsior, waar hij zijn debuut maakte in de eerste divisie onder trainer John Metgod. Bandjar kwam eveneens met Excelsior in 2006 voor het eerst uit in de eredivisie, onder trainer Ton Lokhoff. In het seizoen 2007-2008 was hij aanvoerder van het "gelekaartenklassement".
Op 6 januari 2010 speelde Bandjar mee met Feyenoord in het oefenduel tegen VV Hierden. Op basis daarvan mocht hij mee op trainingskamp met Feyenoord in Turkije, maar dat brak hij af door een kuitblessure waardoor hij drie tot vijf weken niet in actie kon komen. Dit duurde Feyenoord te lang, waardoor de club afzag van het aantrekken van Bandjar. Hij werd na zes seizoenen bij Excelsior in juli 2010 transfervrij en vertrok naar RKC Waalwijk waar hij een contract voor één jaar tekende. Op 23 juni 2011 heeft hij zijn aflopende verbintenis bij RKC met één seizoen verlengd. In 2013 liep zijn contract af en na een half jaar zonder club gezeten te hebben tekende hij begin 2014 tot het einde van het kalenderjaar voor Taraz FK uit Kazachstan. Vanaf november 2014 speelt hij zaalvoetbal bij Bristol Team/Osaka.
In het seizoen 2015/16 speelt Bandjar voor RKSV Halsteren en in de zaal voor TPP Rotterdam.

## Cluboverzicht
| Seizoen         | Club            | Competitie      | Wedstrijden | Doelpunten |
| --------------- | --------------- | --------------- | ----------- | ---------- |
| 2004-'05        | Feyenoord       | Eredivisie      | 0           | 0          |
| 2004-'05        | → Excelsior     | Eerste divisie  | 17          | 0          |
| 2005/06         | Excelsior       | Eerste divisie  | 12          | 0          |
| 2006-'07        | Excelsior       | Eredivisie      | 27          | 0          |
| 2007-'08        | Excelsior       | Eredivisie      | 30          | 0          |
| 2008-'09        | Excelsior       | Eerste divisie  | 29          | 0          |
| 2009-'10        | Excelsior       | Eerste divisie  | 29          | 1          |
| 2010-'11        | RKC Waalwijk    | Eerste divisie  | 26          | 0          |
| 2011-'12        | RKC Waalwijk    | Eredivisie      | 24          | 0          |
| 2012-'13        | RKC Waalwijk    | Eredivisie      | 11          | 0          |
| 2014            | Taraz FK        | Premjer-Liga    | 11          | 0          |
| Carrière totaal | Carrière totaal | Carrière totaal | 216         | 1          |